# Аэропорт острова Праслен
Аэропорт острова Праслен (ИАТА: PRI, ИКАО: FSPP) расположен на острове Праслен, Сейшельская республика, который является одним из самых крупных островов архипелага. Аэропорт находится в 36 км от острова Маэ и столицы Сейшел Виктории.
Аэропорт расположен на высоте 3 метра над уровнем моря. Есть одна грунтовая взлётно-посадочная полоса длиной 1381 метр.